# Fredrik W. Clarin
Fredrik Wilhelm Clarin, född 24 mars 1853 i Häradshammars församling, Östergötlands län, död 7 oktober 1948 i Linköpings S:t Lars församling, var en svensk folkmusiker.

## Biografi
Clarin föddes 1853. Han var son till organisten Johan Frans Clarin. Clarin spelade fiol under sina ungdomsår. Han kom senare att sluta spela fiol, på grund av dålig teknik i vänsterhanden. Clarin blev kantor i Tidersrums församling. Han gav en notbok med 52 låtar till Carl G. Lindqvist i Kisa. Boken hade tillhört hans far som hade skrivit ner noterna.